# Керкоручей
Керкоручей — ручей в России, протекает по территории Сумпосадского сельского поселения Беломорского района Карелии. Длина ручья — 17 км.
Ручей берёт начало из болота без названия на высоте 58 над уровнем моря.
Течёт преимущественно в северо-восточном направлении по заболоченной местности.
Ручей в общей сложности имеет 8 притоков суммарной длиной 13 км.
Впадает на высоте 36,4 над уровнем моря в реку Суму, впадающую Онежскую губу Белого моря (Поморский берег).
Код объекта в государственном водном реестре — 02020001412202000007188.